# Croton peraeruginosus
Espèce
Croton peraeruginosus est une espèce de plantes à fleurs du genre Croton et de la famille des Euphorbiaceae, présente au sud-est du Mexique.